# 杜姆奇烏帕齊拉
杜姆奇乌帕齐拉是孟加拉国博杜阿卡利縣的一个乌帕齐拉，位於巴里薩爾专区的博杜阿卡利縣。。

## 人口
據1991年孟加拉國人口普查，杜姆奇共有戶數13,763戶，人口70705人。其中男性佔比49.64%，女性佔比50.36%；成年人口37,391人。該地7歲以上人口之平均識字率為50.4%。